# Hjejlen (schip, 1861)

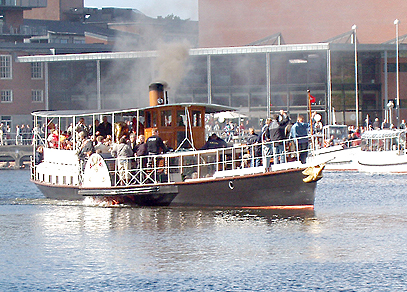
Hjejlen op het Riverboat Jazzfestival 2004

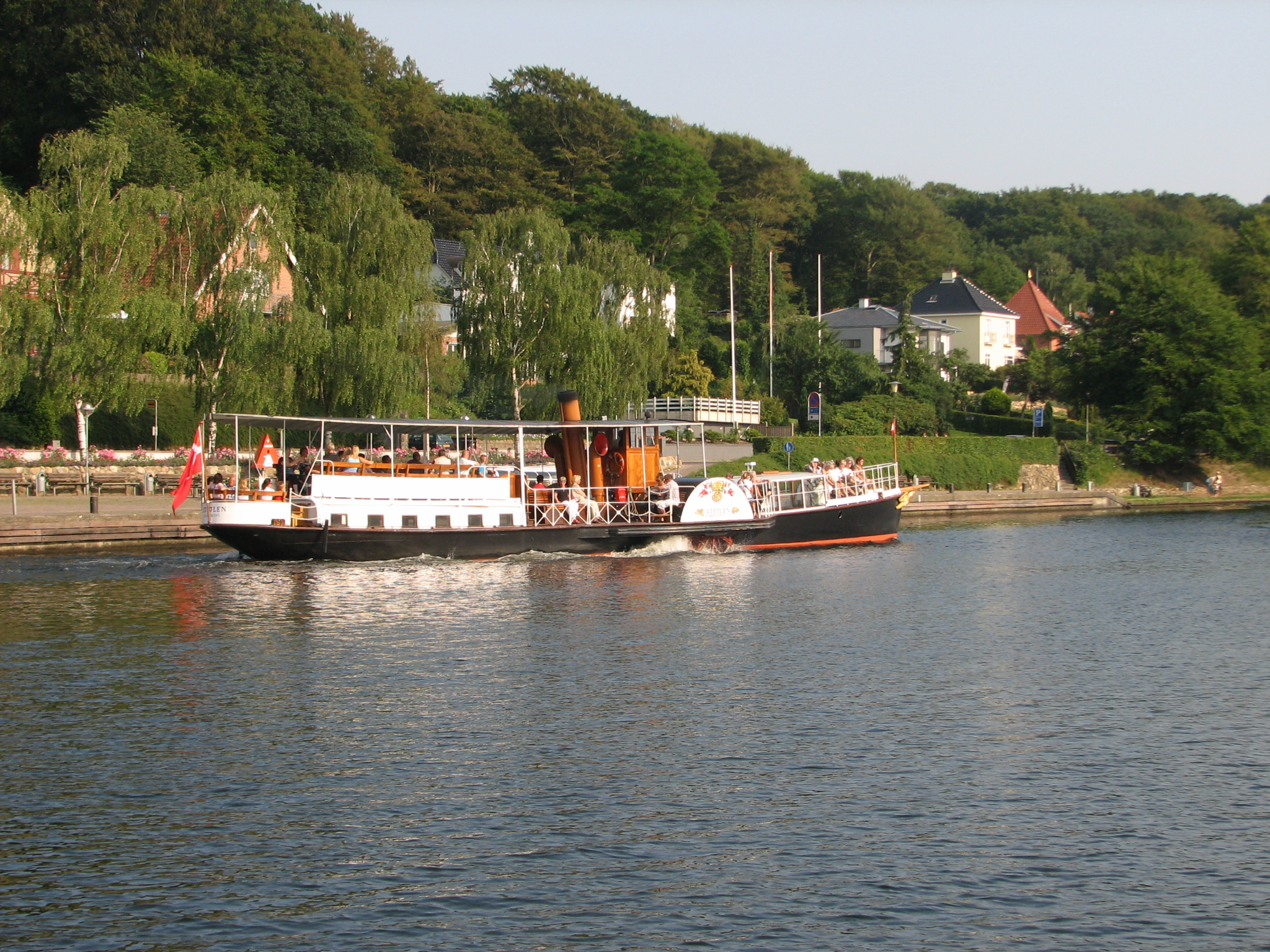
Hjejlen vaart de haven uit

S/S Hjejlen ("De Goudplevier") is een stoomschip uit 1861, dat de meren rond Silkeborg bevaart. In 2011 bestaat zij 150 jaar.
Hjejlen is het oudste nog in werking zijnde stoomschip in de wereld, dat door de originele stoommachine wordt aangedreven.
Hjejlen werd op 11 juni 1861 te water gelaten bij Baumgarten & Burmeisters Maskinbyggeri (het latere Burmeister & Wain) vanwaar het via Helsingør, Randers en via Gudenåen op 15 juni haar bestemming bereikte in Silkeborg. Hier werd ze op 24 juni 1861 ingewijd in aanwezigheid van Frederik VII
Hjejlen is in eigendom van Hjejleselskabet dat een vloot van negen schepen heeft.

## Andere schepen
Andere schepen van deze rederij zijn:
- Ternen (1896) - Stoomschip
- Maagen (1903) - Stoomschip
- Hejren (1909) - Stoomschip
- Falken (1920) - motorschip
- Viking (1923) - motorschip
- Tranen (1947) - motorschip
- Rylen (1948) - motorschip
- Mågen (1996) - motorschip